# Loingsech Ua Lethlobair
Loingsech Ua Lethlobair (zm. 932 r.) – król Dál nAraidi od 904 r. oraz król Ulaidu (Ulsteru) od 925 r. do swej śmierci, eponim rodu Ua Loingsig, syn Cenn Étiga mac Lethlobair (zm. 900 r.), króla Dál nAraidi oraz Ulaidu.
Imię Loingsech („Żeglarz”) otrzymał zapewne na cześć swego pradziadka. Wywodził się z głównej panującej dynastii Dál nAraidi, znanej jako Uí Chóelbad w Mag Line, na wschód od miasta Antrim w obecnym hrabstwie Antrim. Według Księgi z Leinsteru objął tron po swym bracie o imieniu Bécc Ua Lethlobair. Kroniki Czterech Mistrzów podały, że tenże zmarł w 904 r.
Źródła wspominają Letlobara po raz pierwszy pod rokiem 912. W czerwcu tego roku armia dowodzona przez Nialla, syna arcykróla Irlandii Áeda VII Findliatha (zm. 879 r.), przybyła do Dál nAraidi. Król Loingsech Ua Lethlobair spotkał ich we Freghabhail (ob. Ravel Water w hr. Antrim), gdzie został pokonany przez Nialla. W bitwie Loingsech stracił swego brata, Flathruę Ua Lethlobair.
W 925 r. zmarł król Ulaidu, Dubgall mac Áeda, zamordowany przez swych własnych ludzi. Loingsech został wybrany królem Ulaidu na jego miejsce. Rządził przez kilka lat. Zmarł w 932 r. Wówczas Ulaid przeszedł na Eochaida VII mac Conaill. Zaś Dál nAraidi, według Księgi z Leinsteru, objął Tommaltach II Ua Lethlobair, brat zmarłego. Od imienia Loingsecha ród przyjął nazwę Muintir Loingsigh lub O’Loingsigh z Ulsteru, angielskie Linch, Lynch, Linskey i Lynskey. Loingsech pozostawił po sobie syna Áeda mac Loingsig, przyszłego króla Dál nAraidi oraz Ulaidu.